# Elhadji Wade
Elhadji Wade, né le 19 septembre 1990 à Dakar, est un joueur sénégalais de basket-ball.

## Statistiques
| Année   | Équipe | Matches | Titul. | Min./m. | %tir | %3pts | %l-f | rbds/m. | pass/m. | int/m. | ctr/m. | pts/m. |
| ------- | ------ | ------- | ------ | ------- | ---- | ----- | ---- | ------- | ------- | ------ | ------ | ------ |
| 2013-14 | Akita  | 15      |        | 7.0     | .526 | .000  | .545 | 2.1     | 0.3     | 0.1    | 0.1    | 3.1    |